# يو إف سي 165
يو إف سي 165: جونز ضد جوستافسون (بالإنجليزية: UFC 165: Jones vs. Gustafsson)‏ كان حدثًا لفنون القتال المختلطة نظمته يو إف سي، وأُقيم في 21 سبتمبر 2013 على سكوتيابانك أرينا في تورونتو، أونتاريو، كندا. تم إدخال الحدث الرئيسي في جناح النزالات في قاعة مشاهير يو إف سي في عام 2021.

## الجوائز الإضافية
حصل المقاتلون التالية أسماؤهم على مكافآت قيمتها 50،000 دولار:
- قتال الليلة: جون جونز ضد ألكسندر غوستافسون
- الضربة القاضية لليلة: رينان باراو
- إخضاع الليلة: ميتش غانون